# Забіла Михайло Тарасович
Михайло Тарасович Забіла (? — близько 1740) — генеральний суддя (1728) Війська Запорозького, дід князя Олександра Безбородька.

## Біографія

Герб Остоя

Учасник походів: в 1687 році під Перекоп, в 1703 році — під Печери, в 1704 році — до Польщі, в 1709 році — Батуринської різанини. У Полтавській битві був у свиті Петра I.
Призначений генеральним суддею з 1728 року іменним указом.
Керував Лівобережною Україною (Гетьманщиною) у 1734—1740 рр. за указом імператриці Анни Іоанівни спільно з Лизогубом, Лисенком, Марковичем (від України), кн. Барятинським і кн. Шаховським (від Петербургу).